# Alianza
Alianza est un village du Honduras, situé dans le département de Valle.